# Пурчеков, Чарымурад Хивалиевич
Чарымурад Хивалиевич Пурчеков (туркм. Çarymyrat Purçekow) — туркменский государственный деятель.

## Биография
Родился в 1968 году в г. Кизыл-Арват. Женат, имеет 4 детей.
В 1993 году окончил Туркменский политехнический институт, получив специальность инженера-электрика.
1993—2007 — мастер, инженер, начальник электротехнической службы, директор предприятия электросети города Сердар (бывш. Кизыл-Арват) производственного объединения «Балканэнерго».
2007—2014 — генеральный директор производственного объединения «Балканэнерго» Государственной электроэнергетической корпорации «Туркменэнерго» Министерства энергетики Туркменистана.
2014 — заместитель главного инженера Государственной электроэнергетической корпорации «Туркменэнерго» Министерства энергетики Туркменистана.
2014—2017 — заместитель председателя Государственной электроэнергетической корпорации «Туркменэнерго» Министерства энергетики Туркменистана.
27.02.2017 — 12.04.2019 — министр энергетики Туркменистана.
12.04.2019 — 07.02.2020 — заместитель Председателя Кабинета министров Туркменистана.
23.01.2020 — 07.02.2020 — временно исполняющий обязанности министра энергетики Туркменистана (по совместительству).
С 07.02.2020 —09.07.2021 министр энергетики Туркменистана.
С 09.07.2021 — заместитель Председателя Кабинета министров Туркменистана

## Награды и звания
- Медаль «За любовь к Родине»;
- Медаль «К 25-летию Нейтралитета»;
- Медаль «К 30-летию Независимости»;